# Huîtrier des Canaries
Haematopus meadewaldoi
Espèce
Statut de conservation UICN

 EX  : Éteint
Synonymes
- Haematopus niger meadewaldoi
- Haematopus moquini meadewaldoi
- Haematopus ostralegus meadewaldoi

L'Huîtrier des Canaries (Haematopus meadewaldoi) est une espèce disparue d'oiseaux qui vivait dans les îles Canaries. Le dernier spécimen récolté date de 1913. L'espèce a définitivement disparu dans les années 1940.

## Description
Cette espèce mesurait 40 cm de long, avec une grande tête et un front saillant, un bec orange et des yeux rouges, un plumage noir brillant et de grandes ailes pointues.

## Régime alimentaire
Elle se nourrissait de petits mollusques et de crustacés qu'elle arrachait des rochers ou sortait du sable à l'aide de son bec à extrémité obtuse et comprimé latéralement.

## Reproduction
L'Huîtrier des Canaries pondait un seul œuf, déposé directement sur le sable ou dans des cavités naturelles, sans construire de nid ; la durée d'incubation était de 23 jours.

## Distribution
Cette espèce était présente à Fuerteventura, Lanzarote, La Graciosa, Lobos, Montaña Clara et Alegranza.